# 新上五島町立仲知小学校
新上五島町立仲知小学校（しんかみごとうちょうりつ ちゅうちしょうがっこう）は長崎県南松浦郡新上五島町津和崎郷（中通島）にあった公立小学校。
略称「仲知小」（ちゅうちしょう）。

## 概要
歴史
1879年（明治12年）に「小串小学校仲知分舎」として創立。津和崎小学校に移管された後1893年（明治26年）に独立。創立から132周年を迎えた2011年（平成21年）3月末に閉校し、新上五島町立北魚目小学校に統合された。
校章
波の絵を背景にして校名の「仲」の文字を置いている。
校歌
作詞者は永田徳市による。制定年、作曲者は不詳。歌詞は3番まであり、校名は歌詞中に登場しない。

## 沿革
- 1879年（明治12年）12月 - 「小串部公立小串小学校 仲知分舎」が設置される。
- 年月日不詳 - 仲知分舎が江袋に移転し、「中等小串小学校 初等津和崎分校 江袋分舎」となる。
- 1886年（明治19年）6月 - 小学校令の施行により、「尋常小串小学校 津和崎分校 江袋分舎」に改称。修業年限を4年（=義務教育年限）とする。
- 1887年（明治20年）5月 - 「簡易津和崎小学校 江袋分舎」に改称。
- 1889年（明治22年）4月 - 町村制の施行により、北魚目村立の小学校となる。
- 1893年（明治26年）
  - 1月 - 「津和崎尋常小学校 江袋分舎」に改称。
  - 7月 - 仲知久志に移転し、「津和崎尋常小学校 仲知分舎」に改称。
  - 12月 - 津和崎尋常小学校から分離し、「仲知尋常小学校」として独立。島首に校舎を新築。1学級編成。
- 1904年（明治37年）9月 - 児童数の増加により校舎がせまくなったため、2学級編成にして半日二部授業を開始。
- 1908年（明治41年）4月 - 義務教育年限が4年から6年に延長されたため、尋常科5年を新設。
- 1909年（明治42年）4月 - 尋常科6年を新設。
- 1913年（大正2年）1月16日 - 新校舎が完成。
- 1914年（大正3年）
  - 3月 - 地割工事が完了。
  - 10月10日 - 校舎移築工事が完了。へき地学校3級に指定される。
- 1917年（大正6年）11月21日 - 校舎を増築。3学級編成とする。
- 1931年（昭和6年）6月 - 運動場を拡張。
- 1938年（昭和13年）4月 - 高等科を併置し、「仲知尋常高等小学校」に改称（尋常科6年・高等科2年）。
- 1941年（昭和16年）
  - 4月1日 - 国民学校令の施行により、「北魚目村仲知国民学校」に改称。尋常科を初等科に改める（初等科6年・高等科2年）
  - 6月 - 保護者会が発足。学校実習地を設置。
- 1947年（昭和22年）
  - 4月1日 - 学制改革（六・三制の実施）が行われる。
    - 国民学校の初等科が改組され「北魚目村立仲知小学校」（修業年限6年）となる。各学年2クラスで計12学級。
    - 国民学校の高等科は青年学校の普通科と統合され、新制中学校「北魚目村立仲知中学校」（修業年限3年）となり小学校に併設される。

  - 9月 - 後援会が発足。
- 1948年（昭和23年）12月 - 母の会が発足。
- 1951年（昭和26年）10月 - 中学校校舎が完成。
- 1954年（昭和29年）10月 - 小学校3教室を増築。
- 1956年（昭和31年）9月30日 - 新魚目町の発足[1]により、「新魚目町立仲知小学校・中学校」に改称。
- 1963年（昭和38年）8月 - 給食室が完成。
- 1966年（昭和41年）9月 - 簡易給食（乾パン・クラッカー・ミルク）が開始。
- 1971年（昭和46年）
  - 5月 - 図書館が完成。
  - 9月 - 完全給食を開始。
  - 12月 - 電話が設置される（立串局96番）。
- 1978年（昭和53年）3月 - 中学校新校舎が完成。
- 1979年（昭和54年）5月 - 創立100周年記念式典を挙行。「希望」碑を建立。
- 1982年（昭和57年）6月 - 新運動場が完成。
- 1985年（昭和60年）2月 - 中学校体育館が完成。
- 1999年（平成11年）3月31日 - 北魚目中学校への統合により併設の仲知中学校が閉校。小学校単独校となる。
- 2004年（平成16年）8月1日 - 新上五島町の発足により、「新上五島町立仲知小学校」に改称。
- 2011年（平成23年）4月1日 - 新上五島町立北魚目小学校に統合され閉校。

## 周辺
- 津和崎郵便局

## アクセス
最寄りのバス停
- 西肥自動車（西肥バス）五島営業所「仲知」（旧・仲知小入口前）バス停

最寄りの国道・県道
- 長崎県道218号津和崎立串線線

## 参考資料
- 「新魚目町郷土誌」（1986年（昭和61年）9月30日発行, 新魚目町）p.380